# Ms. Vocalist
Ms. Vocalist è il nono album in studio della cantautrice statunitense Debbie Gibson, pubblicato nel 2010 esclusivamente in Giappone.

## Tracce
1. Tsunami – 5:14 (Keisuke Kuwata) – Southern All Stars cover
2. Say Yes – 4:44 (Ryo Asuka) – Chage and Aska cover
3. I Love You – 4:19 (Yutaka Ozaki) – Yutaka Ozaki cover
4. Roman Hikō (浪漫飛行) – 4:52 (Kome Kome Club) – Kome Kome Club cover
5. Suddenly ~Love Story wa Totsuzen ni~ (Suddenly~ラブ・ストーリーは突然に~ Sadenrī ~Rabu Sutōrī wa Totsuzen ni) – 4:49 (Kazumasa Oda) – Kazumasa Oda cover
6. True Love – 3:38 (Fumiya Fujii) – Fumiya Fujii cover
7. Hitomi o Tojite (瞳をとじて) – 5:22 (Ken Hirai) – Ken Hirai cover
8. Sakura Zaka (桜坂) – 4:51 (Masaharu Fukuyama) – Masaharu Fukuyama cover
9. However – 5:26 (Takuro) – Glay cover
10. Robinson (ロビンソン) – 4:49 (Masamune Kusano) – Spitz cover
11. Lost in Your Eyes 2010 (Bonus Track) – 3:49 (Deborah Gibson)
12. Sekaijū no Dare Yori Kitto (Ms. Vocalist Version) (with Eric Martin) (Bonus Track) (世界中の誰よりきっと (MSV ver.) "Surely More Than Anyone in the World (MSV ver.)") – 4:54 (Show Wesugi, Miho Nakayama, Tetsurō Oda) – Miho Nakayama & Wands cover
13. Lost in Your Eyes 2010 (Japanese Version) (Bonus Track) – 3:46 (Gibson)

Tracce Bonus Edizione Deluxe
1. Only in My Dreams – 3:45 (Gibson)
2. Shake Your Love – 3:39 (Gibson)
3. Out of the Blue – 3:56 (Gibson)
4. Foolish Beat – 4:26 (Gibson)